# Iszkáz
Iszkáz je vas na Madžarskem, ki upravno spada pod podregijo Ajkai Županije Veszprém.